# Claude Guichard (Mathematiker)
Claude Guichard (* 26. Dezember 1861 in Azé; † 6. Mai 1924 in Paris)  war ein französischer Mathematiker, der sich mit Geometrie befasste.
Guichard studierte 1880 bis 1883 an de École normale supérieure unter anderem bei Gaston Darboux, Jules Tannery und Charles Hermite und an der Sorbonne bei Félix Tisserand und Jean-Claude Bouquet. 1882 erhielt er sein Lizenziat und 1883 wurde er mit der Schrift  Théorie des points singuliers essentiels promoviert. 1884 wurde er Maitre de conférences in Nancy und 1886 in Rennes. Ab 1888 lehrte er in Clermont-Ferrand, wo er 1892 Professor für Mechanik wurde. 1910 wurde er an die Sorbonne berufen, an der er 1913 den Professoren-Titel erhielt, zuerst für Mathematik (Mathématiques générales) und 1918 für Geometrie.
1917 war er Präsident der Société mathématique de France. 1920 wurde er Ritter der Ehrenlegion und 1904 korrespondierendes Mitglied der Académie des sciences. 1919 wurde er Mitglied der Académie royale des Sciences, des Lettres et des Beaux-Arts de Belgique.